# Sollum
Sollum (en arabe : السلوم) est un village bédouin d'Égypte, proche de la côte méditerranéenne, à l'est de la frontière avec la Libye, et à environ 145 kilomètres de Tobrouk.
Le site est celui du port romain antique de Baranis, et il reste des puits datant de cette époque.
On y trouve un cimetière militaire du Commonwealth datant de la Seconde Guerre mondiale.

## Histoire
Dans l'Antiquité, Sollum était connue avant Baranis sous les noms de Katabathmos, Plynos Limen ou encore Tétrapyrgia. Au Ier siècle de notre ère, le géographe Strabon faisait déjà partir de là le périple de la côte égyptienne vers Alexandrie.
Durant la Seconde Guerre mondiale, Sollum se trouvait à la limite est de la première invasion italienne de l'Égypte, depuis la Libye. La 10e armée italienne a construit une série de fortins à proximité ainsi que vers Sidi Barrani.
Durant l'opération Battleaxe, parfois désignée sous l'appellation « bataille de Sollum », les troupes de l'Axe et du Commonwealth s'y affrontèrent.